# Bistum Atambua
Das Bistum Atambua (lat.: Dioecesis Atambuensis) ist eine in Indonesien gelegene römisch-katholische Diözese mit Sitz in Atambua.

## Geschichte
Papst Pius XI. gründete das Apostolische Vikariat Niederländisch-Timor mit der Apostolischen Konstitution Ad Christi Evangelium am 25. Mai 1936 aus Gebietsabtretungen des Apostolischen Vikariates Kleine Sunda-Inseln. Am 11. November 1948 nahm es den Namen, Apostolisches Vikariat Atambua, an.
Am 3. Januar 1961 wurde es zum Bistum erhoben und dem Erzbistum Ende als Suffragandiözese unterstellt. Einen Teil seines Territoriums verlor es am 13. April 1967 zugunsten der Errichtung des Bistums Kupang. Am 23. Oktober 1989 wurde es Teil der neuen Kirchenprovinz des Erzbistums Kupang.

## Ordinarien

### Apostolischer Vikar von Niederländisch-Timor
- Jacques Pessers SVD (1. Juni 1937 – 3. Januar 1961)

### Apostolischer Vikar von Atambua
- Jacques Pessers SVD (11. November 1948 – 3. Januar 1961)

### Bischöfe von Atambua
- Jacques Pessers SVD (3. Januar 1961 – 3. April 1961)
- Theodorus van den Tillaart SVD (14. November 1957 – 3. Februar 1984)
- Anton Pain Ratu SVD (3. Februar 1984 – 2. Juni 2007)
- Dominikus Saku (seit 2. Juni 2007)

## Statistik
| Jahr | Bevölkerung | Bevölkerung | Bevölkerung | Priester     | Priester         | Priester       | Priester               | Ständige Diakone | Ordensleute  | Ordensleute      | Pfarreien |
| Jahr | Katholiken  | Einwohner   | %           | Gesamtanzahl | Diözesanpriester | Ordenspriester | Katholiken je Priester | Ständige Diakone | Ordensbrüder | Ordensschwestern | Pfarreien |
| ---- | ----------- | ----------- | ----------- | ------------ | ---------------- | -------------- | ---------------------- | ---------------- | ------------ | ---------------- | --------- |
| 1950 | 87.184      | 533.300     | 16,3        | 38           |                  | 38             | 2.294                  |                  | 4            | 15               | 14        |
| 1970 | 216.539     | 270.951     | 79,9        | 46           | 2                | 44             | 4.707                  | 1                | 63           | 80               |           |
| 1980 | 276.928     | 313.048     | 88,5        | 57           | 12               | 45             | 4.858                  |                  | 89           | 99               | 30        |
| 1990 | 365.741     | 394.499     | 92,7        | 69           | 36               | 33             | 5.300                  |                  | 157          | 86               | 35        |
| 2000 | 421.715     | 451.912     | 93,3        | 104          | 64               | 40             | 4.054                  |                  | 185          | 197              | 40        |
| 2006 | 478.508     | 503.508     | 95,0        | 143          | 94               | 49             | 3.346                  |                  | 159          | 205              | 54        |
| 2022 | 553.792     | 660.000     | 83,9        | 207          | 159              | 48             | 2.675                  |                  | 112          | 210              | 66        |